# 石垣島宣言
石垣島宣言（いしがきじませんげん）とは、金属材料などの資源の供給が需要の急増に追いつかないことによる供給リスク、また、資源の浪費によって環境負荷を増すことで地球環境・地域環境を悪化させる環境リスク、こうした資源リスクを懸念して、材料研究者が守るべき3原則と4実践を示したものである。

## 概要
2007年10月29日からの4日間開催された、国際シンポジウム「ISSEM2007」（社団法人未踏科学技術協会や独立行政法人物質・材料研究機構などが主催）において採択された。ドイツや中国などの9カ国、約130人の研究者が参加して協議や発表が行われた。
その全文は以下のようなものである。
石垣島宣言 (2007.11.01 ISSEM2007)
材料はこれまで人類社会の発展に貢献してきました。しかし、その一方で大量生産・消費・廃棄を通じて環境負荷を増やしてきたことも指摘されています。
現在、人類活動の更なる発展を求めて材料への要求が一層高まってきています。そのために、材料に係わる資源リスク*も急速に増大しようとしています。
そこで、材料を持続可能な社会の構築に役立てることを目指す私たちは、資源利用に関する以下の3原則の重要性を再確認します。
資源利用の3つの原則
- 資源を枯渇させない
- 環境リスクを増やさない
- 地域的世代的公正に配慮する

また私たちは、材料を利用し使用する全ての人々に、この原則に則った以下の4つの実践を呼びかけ、私たち自身も、これらを具現化する材料技術を開発していく決意を表明します。
資源利用の4つの実践
- 使わずにすむものは使わない（Reduce）
- 丁寧に使う（Reuse）
- 何度も使う（Recycle）
- ありふれたものを使う（Replace）

※資源リスク＝資源の供給リスク+資源の利用にともなう環境リスク